# Slavko Krnjajac
Slavko Krnjajac (serbisch-kyrillisch Славко Крњајац; * 24. Mai 1980 in Belgrad) ist ein serbischer Handballspieler.

## Karriere
Krnjajac hatte seinen ersten internationalen Auftritt in der Saison 2003/04 mit  RK Roter Stern Belgrad im EHF Challenge Cup. Mit den Hauptstädtern spielte er 2004/05 in der EHF Champions League, man schied dort in der Gruppenphase als Drittplatzierter aus. Im selben Jahr nahm man auch am Europapokal der Pokalsieger teil, schied dort jedoch im Achtelfinale gegen den HSV Hamburg aus. Im Jänner 2008 wechselte der 1,88 Meter große Kreisläufer in die Handball Liga Austria zum HC Linz AG. Mit den Stahlstädtern spielte er 2010/11 erneut im EHF Challenge Cup.

## HLA-Bilanz
| Saison    | Verein     | Spielklasse | Tore | 7-Meter    | Feldtore |
| --------- | ---------- | ----------- | ---- | ---------- | -------- |
| 2008/09   | HC Linz AG | HLA         | 109  | 0/0        | 109      |
| 2009/10   | HC Linz AG | HLA         | 92   | 1/2        | 91       |
| 2010/11   | HC Linz AG | HLA         | 91   | 0/0        | 91       |
| 2011/12   | HC Linz AG | HLA         | 59   | 0/0        | 59       |
| 2012/13   | HC Linz AG | HLA         | 53   | 0/0        | 53       |
| 2013/14   | HC Linz AG | HLA         | 56   | 0/0        | 56       |
| 2014/15   | HC Linz AG | HLA         | 45   | 0/0        | 45       |
| 2008–2015 | gesamt     | HLA         | 505  | 1/2 (50 %) | 504      |